# Opisthoncus clarus
Opisthoncus clarus är en spindelart som beskrevs av Eugen von Keyserling 1883. Opisthoncus clarus ingår i släktet Opisthoncus och familjen hoppspindlar. Inga underarter finns listade i Catalogue of Life.